# 226. strelska divizija (ZSSR)
226. strelska divizija (izvirno rusko 226. стрелковая дивизия; kratica 226. SD) je bila strelska divizija Rdeče armade v času druge svetovne vojne.

## Zgodovina
Divizija je bila ustanovljena junija 1941 v Oročevu in bila deaktivirana julija 1942. Ponovno so jo ustanovili septembra 1942 v Buguruslanu. 4. maja 1943 je bila preimenovana v 95. gardno strelsko divizijo. Julija 1943 so jo ponovno ustanovili v Lgovu.